# Harold Weber
Pour les articles homonymes, voir Weber.
Harold Weber, surnommé Harry, né le 20 mars 1882 et mort le 7 novembre 1933 à Littleton (New Hampshire) est un golfeur américain.
En 1904, il remporte une médaille de bronze aux Jeux olympiques de Saint-Louis, dans la catégorie par équipe.